# Stadthausbrücke

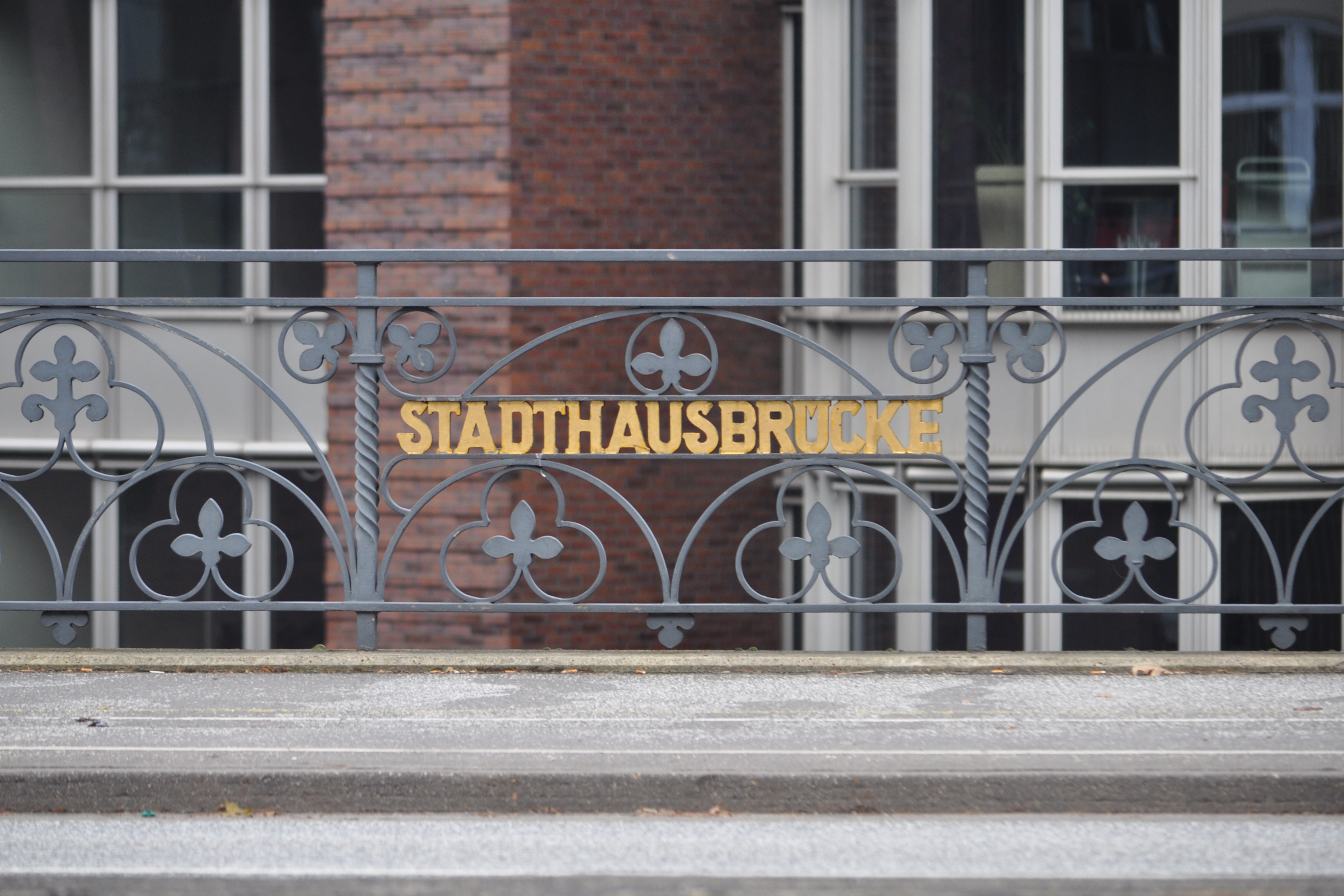

Die Stadthausbrücke ist eine Brücke im Stadtteil Hamburg-Neustadt des Bezirks Mitte der Freien und Hansestadt Hamburg. Ihren Namen erhielt die Brücke nach dem auf ihrer Ostseite gelegenen Stadthaus. Das 1889 fertiggestellte Bauwerk verbindet die Alt- und Neustadt Hamburgs miteinander. Die Brücke überspannt das Bleichenfleet, das nur auf der westlichen Brückenseite zu sehen ist.
Nach der Brücke benannt ist die etwa 230 Meter lange Straße mit dem amtlichen Straßenschlüssel S581, welche über die Brücke und vom Neuen Wall bis zum Axel-Springer-Platz führt. Die Straße zählt zum Hauptverkehrsstraßennetz von Hamburg.
Als Kulturdenkmäler werden in der Straße die Gebäude 4, 8, 10 und 12 gelistet.
Vor dem Gebäude Stadthausbrücke 8, dem Stadthaus, liegen Stolpersteine für die kommunistischen Widerstandskämpfer Carl Burmester und Gustav Schönherr sowie für das homosexuelle NS-Opfer Wilhelm Prull.

## S-Bahnhof Stadthausbrücke

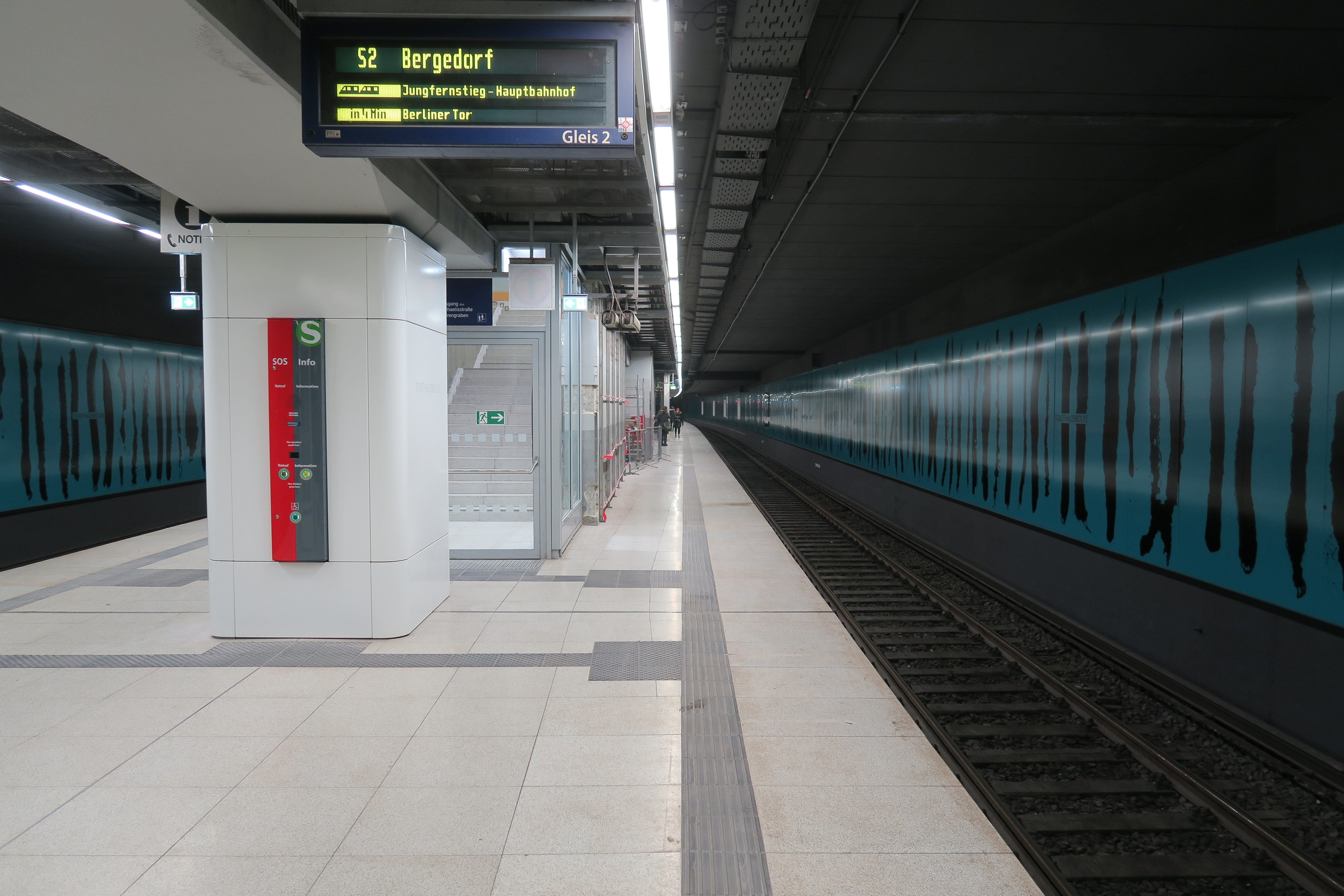
Der Bahnsteig der Station

Neben der Brücke gibt es auch einen S-Bahnhof namens Stadthausbrücke, der ganztägig von den Linien S1 und S3 angefahren wird. 
Der Bahnhof liegt im Tunnel und ist barrierefrei zugänglich. Bis 2018 fand ein Umbau des Bahnhofs statt.